# Байтерек (Енбекшиказахский район)
Байтере́к (каз. Бәйтерек, до 6 декабря 2015 года — Новоалексе́евка) — село в Енбекшиказахском районе Алматинской области Казахстана. Административный центр Байтерекского сельского округа. Расположено в 20 км к востоку от Алма-Аты у автодороги А351. Код КАТО — 194067100. Площадь окружных границ села Байтерек составляет 530,4036 га. Проектируемая площадь - 1736,5962 га. Общая площадь с расширением - 2267 га.

## Население
В 1999 году население села составляло 5844 человека (2771 мужчина и 3073 женщины). По данным переписи 2009 года в селе проживало 9679 человек (4407 мужчин и 5272 женщины).

## История села
Прежнее наименование села — Голопуповка называлась до 1887г, в дальнейшем, когда купец Алексеев приехал и основал конюшню, село назвали «Новоалексеевка»,
В 1928 году в селе была всего 1 улица, улица Ленина, после репресии сюда привезли много немцев, а также были и другие национальности: немцы, русские, корейцы, казахи но их было мало, всего несколько семей(Сагидулины,Султановы),Эти люди начали строить школы, дома, и к 1950 году уже построили школу из каркасо-камышита и основали больше 5 улиц. Село начало расцветать. Со временем почти все немцы покинули деревню и уехали на родину.
В деревне было много плодовых садов, а также виноградников.
с 6 декабря 2005 года — «Байтерек».
Находился на стыке Карасуйской волости ,Софийской волости и Кутентайской волости.
ГИНС Г. «ТАРАНЧИ И ДУНГАНЕ», 1911 год.
«…Первое таранчинское селение, в которое мы направились, было Жанишары (Алексеевка). Оно лежит в бассейне реки Талгар, верстах в 30-ти от города Верного. Въезжая в длинную улицу, мы не знали, где будет наша стоянка. Земской квартиры не было, а останавливаться у волостного казалось неудобным. Джигит наш Менгли-бай чувствовал себя гораздо лучше, чем мы, и, нисколько не смущаясь, поскакал вперед объявить волостному о приезде чиновника из Петербурга — последнее для усиления ранга. Волостной с писарем вышли навстречу, и мы скоро очутились в гостиной таранчинского богача. Дом его построен с окнами, в стиле обыкновенных городских домов (в Алексеевке таких довольно много); но комнаты уже не наши. Кроме ковров на полу, частью меховых, и круглого стола на низеньких, в четверть аршина, ножках, ее убранство составляют висящие на стенах выписи из корана (некоторые под стеклом, вид ковчега, сумки, разливательная ложка, подносы, чалма и длинные узкие полосы цветной материи, спускающиеся по стенам до самого полу и предназначенные либо для закутывания женщин, либо в качестве утиральииков при многочисленных обрядах омовения рук, что совершается по мусульманскому обычаю перед и после принятия пищи, а также во многих других случаях. По углам стоят наши высокие столики, и на них разложена посуда — чашки (“кисе”), тарелки, блюда, ложечки и т. п., между прочим и изящный узкий кувшин с тазиком — для омовений…».

## Экономика
- Совхоз Талгарский -картофелемолочное предприятие
- АО «Плодэкс» — производство плодоовощных консервов и концентратов (на данный момент не функционирует)
- РГП «Автоколонна — 3041»

## Административное деление
В состав села Байтерек входит ; — 13 дачных массивов: «Алибек» ; «Труженик» ; «Надежда» ;  «Ветеран 2» ; «Рассвет» ; «Орел» ; «Ковровщица» ; «Арман» ; «Демалыс» ; «Эдельвейс» ; «Автомобилист» ; «Биолог» ; «Диаль».